# Rabbittita
La rabbittita és un mineral de la classe dels carbonats. Rep el seu nom per John "Jack" Charles Rabbitt (1907-1957), geoquímic del Servei Geològic dels Estats Units.

## Característiques
La rabbittita és un carbonat de fórmula química Ca₃Mg₃(UO₂)₂(CO₃)₆(OH)₄·18H₂O. Cristal·litza en el sistema monoclínic. La seva duresa a l'escala de Mohs és 2,5.
Segons la classificació de Nickel-Strunz, la rabbittita pertany a «02.ED: Uranil carbonats, amb relació UO₂:CO₃ = 1:3» juntament amb els següents minerals: bayleyita, swartzita, albrechtschraufita, liebigita, andersonita, grimselita, widenmannita, znucalita, čejkaïta i agricolaïta.

## Formació i jaciments
Va ser descoberta l'any 1954 a la mina Lucky Strike No. 2 del districte de San Rafael, al comtat d'Emery, Utah (Estats Units). També a Utah ha estat trobada en altres indrets del mateix districte, a la mina Little Eva del comtat de Grand, i a la mina Hideout del comtat de San Juan. A fora dels Estats Units ha estat descrita a la mina Elias, a Jáchymov (República Txeca), i al dipòsit de Belorechenskoe, a Adiguèsia (Rússia).